# Francisco Bermejo
Pour les articles homonymes, voir Bermejo.
Francisco Javier Bermejo Caballero, né le 9 mars 1955 à Badajoz (Extrémadure, Espagne) est un footballeur espagnol qui jouait au poste de milieu de terrain. Il participe aux Jeux olympiques de 1976 avec la sélection espagnole.

## Biographie
Formé au CD Badajoz, Francisco Bermejo joue avec l'Atlético de Madrid pendant huit saisons, entre 1973 et 1981. Il dispute avec cette équipe un total de 150 matchs en première division espagnole, inscrivant neuf buts.
Il participe avec l'Atlético aux compétitions européennes, disputant quatre matchs en Coupe d'Europe des clubs champions, deux en Coupe de l'UEFA, et enfin sept en Coupe des coupes. Il joue les demi-finales de la Coupe d'Europe des clubs champions en 1974, puis les demi-finales de la Coupe des Coupes en 1977.
Il évolue ensuite avec le CD Castellón, en deuxième division, lors de la saison 1982-1983. Il termine sa carrière en troisième division avec le CD Badajoz. Il raccroche définitivement les crampons en 1985.
Bermejo fait partie de l'équipe d'Espagne qui participe aux Jeux olympiques de Montréal en 1976. Lors du tournoi olympique, il ne joue qu'une seule rencontre, face au Brésil.

## Palmarès
Atlético Madrid
| - Championnat d'Espagne : - Vice-champion : 1973-74. - Coupe d'Espagne (1) : - Vainqueur : 1975-76. - Finaliste : 1974-75. |  | - Coupe d'Europe des clubs champions : - Finaliste : 1973-74. |